# Song Luân
Nguyễn Trường Sinh (sinh ngày 17 tháng 9 năm 1991), thường được biết đến với nghệ danh Song Luân, là một nam diễn viên kiêm ca sĩ người Việt Nam. Vào năm 2019, anh đã đoạt giải "Nam diễn viên chính xuất sắc nhất" tại Giải thưởng Hàn lâm sáng tạo châu Á.

## Tiểu sử
Song Luân, tên khai sinh là Nguyễn Trường Sinh, sinh ngày 17 tháng 9 năm 1991 tại Đồng Nai. Anh hoạt động ban đầu với tư cách là ca sĩ và gia nhập vào công ty giải trí Music Box Entertainment của ca sĩ Thanh Thảo. Sau hai lần tham gia cuộc thi Giọng hát Việt, anh đã kí hợp đồng đầu quân cho 6th Sense Entertainment vào năm 2015. Năm 2016, anh có vai diễn đầu tiên trong bộ phim điện ảnh Hộp sắt. Năm 2018, anh thủ vai chính Tâm trong Lật Mặt: Ba chàng khuyết và đoạt giải "Nam diễn viên chính xuất sắc nhất" khu vực Việt Nam tại Giải thưởng Hàn lâm sáng tạo châu Á 2019 với vai Duy Kiên trong bộ phim truyền hình Việt hóa Hậu duệ mặt trời. Năm 2021, anh đóng vai chính Dư trong Cây táo nở hoa.

## Tác phẩm đã tham gia

### Phim truyền hình
| Năm  | Phim                      | Vai diễn  | Đạo diễn              | Kênh  | Nguồn |
| ---- | ------------------------- | --------- | --------------------- | ----- | ----- |
| 2018 | Hậu duệ mặt trời          | Duy Kiên  | Trần Bửu Lộc          | VTC3  | [ 6 ] |
| 2018 | Thứ hai không hại được ai | Đông Vỹ   | Đinh Hà Uyên Thư      |       |       |
| 2020 | Gạo nếp gạo tẻ 2          | Kim Sơn   | Nguyễn Hoàng Anh      | HTV2  | [ 8 ] |
| 2021 | Cây táo nở hoa            | Dư        | Võ Thạch Thảo         | HTV2  | [ 7 ] |
| 2023 | Sứ mệnh yêu thương        | Hoàng Sơn | Nguyễn Đức Nhật Thanh | VieON |       |
| 2023 | Yêu trước ngày cưới       | Huy Hoàng | Võ Thạch Thảo         | VieON |       |

### Phim điện ảnh
| Năm  | Tựa phim                   | Vai diễn |
| ---- | -------------------------- | -------- |
| 2016 | Hộp Sắt                    |          |
| 2017 | Me chồng                   | Ba Khiêm |
| 2018 | Lật mặt 3: Ba chàng khuyết | Tâm      |
| 2018 | Quý cô thừa kế             | Việt Anh |
| 2023 | Thanh Sói                  | Long     |
| 2023 | Nhà bà Nữ                  | John     |
| 2024 | Công tử bạc liêu           |          |

### Chương trình truyền hình
| Năm         | Chương trình                 | Vai trò                    | Chú thích     |
| ----------- | ---------------------------- | -------------------------- | ------------- |
| 2013 & 2015 | Giọng hát Việt               | Thí sinh                   |               |
| 2016        | Phái mạnh Việt               | Thí sinh                   |               |
| 2016        | Hoa hậu Việt Nam             | Ca sĩ khách mời            |               |
| 2019        | Cuộc đua kỳ thú              | Người dẫn chương trình     |               |
| 2019        | Chạy đi chờ chi              | Khách mời                  |               |
| 2019        | Nhanh như chớp (mùa 1)       | Khách mời                  |               |
| 2019        | Quả cầu bí ẩn                | Khách mời                  |               |
| 2019        | Bộ 3 Siêu Đẳng               | Khách mời                  |               |
| 2019        | Người bí ẩn                  | Khách mời                  |               |
| 2020        | Góc bếp thông minh           | Khách mời                  |               |
| 2020        | A! đúng rồi                  | Khách mời                  |               |
| 2020        | Ơn giời cậu đây rồi! (mùa 7) | Khách mời                  | Tập 5         |
| 2021        | 7 nụ cười xuân (mùa 5)       | Khách mời                  | Tập 4         |
| 2021        | Ẩm thực kỳ thú (mùa 2)       | Khách mời                  |               |
| 2021        | Lạ lắm à nha (mùa 1)         | Khách mời                  | Tập 4         |
| 2022        | Thử thách trốn thoát         | Thành viên chính           |               |
| 2022        | Ca sĩ mặt nạ (mùa 1)         | Ca sĩ mặt nạ ("Nhím Uiza") |               |
| 2022        | 7 nụ cười xuân (mùa 6)       | Khách mời                  | Tập 4         |
| 2022        | 2 ngày 1 đêm                 | Khách mời                  | Tập 7,8,9     |
| 2022        | Người ấy là ai (mùa 4)       | Cố vấn khách mời           | Tập 1, tập 13 |
| 2023        | Ca sĩ mặt nạ (mùa 2)         | Cố vấn khách mời           | Tập 1         |
| 2023        | Người ấy là ai (mùa 5)       | Cố vấn khách mời           | Tập 4         |
| 2023        | 2 ngày 1 đêm (mùa 2)         | Khách mời                  | Tập 44, 45    |
| 2024        | Anh trai "say hi"            | Thí sinh                   |               |
| 2025        | Tổ đội 1 không 2             | Thành viên chính           |               |
| 2025        | Chiến sĩ quả cảm             | "Chiến sĩ nhập vai"        |               |

### Phim ngắn
| Năm  | Tựa phim          | Vai diễn |
| ---- | ----------------- | -------- |
| 2017 | Còn nơi đó chờ em | Minh     |

### Album
| Năm  | Album                               | Tham khảo |
| ---- | ----------------------------------- | --------- |
| 2014 | "Tạm chia tay"                      | [ 9 ]     |
| 2015 | "Nếu em không về"                   |           |
| 2015 | "Đẹp trai thì mới có nhiều đứa yêu" |           |

### Video âm nhạc
| Năm  | Tiêu đề                                | Tham khảo |
| ---- | -------------------------------------- | --------- |
| 2011 | "Người cuối cùng"                      |           |
| 2011 | "Dù mất bao nhiêu thời gian"           |           |
| 2012 | "Nếu em không về"                      |           |
| 2013 | "Đêm định mệnh"                        | [ 4 ]     |
| 2013 | "Giấc mơ tàn phai"                     |           |
| 2014 | "Tạm chia tay"                         | [ 9 ]     |
| 2014 | "Nói đi em"                            |           |
| 2014 | "Khoảng trống"                         |           |
| 2015 | "Đẹp trai thì mới có nhiều đứa yêu"    | [ 10 ]    |
| 2018 | "Yêu xa" (OST)                         |           |
| 2018 | "Hãy tin tôi" (OST)                    |           |
| 2018 | "Kết thúc" (OST)                       |           |
| 2018 | "Có khi ta lại say"                    |           |
| 2019 | "Lọ lem"                               | [ 11 ]    |
| 2019 | "Sau cơn mưa nắng sẽ về"               |           |
| 2020 | "Giấu đằng sau"                        |           |
| 2021 | "Cha già rồi đúng không" (OST)         |           |
| 2021 | "Anh vẫn luôn ở đây" (OST)             |           |
| 2023 | Sang trang                             |           |
| 2023 | Đổi hạnh phúc lấy cô đơn               |           |
| 2023 | Đã say vì em (Yêu trước ngày cưới OST) |           |
| 2024 | Anh thích em như vậy                   |           |

## Giải thưởng và đề cử
| Năm  | Giải thưởng                         | Hạng mục                                             | Tác phẩm         | Kết quả   | Tham khảo |
| ---- | ----------------------------------- | ---------------------------------------------------- | ---------------- | --------- | --------- |
| 2019 | Giải thưởng Hàn lâm sáng tạo châu Á | Nam diễn viên chính xuất sắc nhất (khu vực Việt Nam) | Hậu duệ mặt trời | Đoạt giải | [ 6 ]     |